# Аленовичский сельсовет
Аленовичский сельсовет — упразднённая административная единица на территории Толочинского района Витебской области Белоруссии.

## Состав
Аленовичский сельсовет включал 19 населённых пунктов:
- Аленовичи
- Большие Михиничи
- Большое Гальцево
- Видиничи
- Волковичи
- Горбачево
- Горщевщина
- Гречихи
- Застенки
- Козигорка
- Козовка
- Лавреновка
- Лешево
- Малые Михиничи
- Межиево
- Присмаки
- Ржевка
- Становка
- Филистово